# Enrico Dandolo (Patriot)
Enrico Dandolo (* 26. Juni 1827 in Varese; † 3. Juni 1849 in Rom) war ein italienischer Patriot, der für seine Teilnahme an einigen der wichtigsten Schlachten des Risorgimento bekannt ist.

## Biografie
Enrico Dandolo war Sohn des Grafen Tullio und dessen Ehefrau Giulietta Bargnani. Seine Kindheit verbrachte er von 1835 bis 1838 in der Villa seiner Mutter in Adro. Nach einem Aufenthalt in Rom mit seiner Familie von 1838 bis 1840 kehrte er in die Lombardei zurück und besuchte das Brera-Gymnasium in Mailand. Er war zusammen mit seinem Bruder Emilio und seinen Freunden Luciano Manara und Emilio Morosini einer der Protagonisten der Fünf Tage von Mailand (1848). Als einfacher Soldat nahm er dann an den ersten Operationen der Manara-Kolonne in Richtung Brescia und Gardasee teil und kämpfte bei Castelnuovo und Lazise. Vom Oberbefehlshaber nach Mailand zurückgerufen (14. April), wird er von General E. Perrone, dem Kommandant der lombardischen Division, als Adjutant angeworben, die nach einer Ausbildungszeit Anfang Juli an die Front geschickt wird, um an der Blockade von Mantua teilzunehmen.
Später nahm er an der Gründung der Römischen Republik im Jahr 1849 teil. Während der Schlacht gegen die Franzosen, die schließlich Rom besetzten und die Römische Republik vernichteten, diente Dandolo im Rang eines Hauptmanns im Battaglione Bersaglieri Lombardi unter dem Kommando von Luciano Manara. Er starb in der Nacht des 3. Juni 1849 während der Schlacht bei Villa Corsini in Rom. Er wurde in Vezia begraben, in der Nähe von Lugano, wo die Familie seines Freundes Emilio Morosini eine Villa besaß. Graf Tullio Dandolo, der Vater von Enrico und Emilio, hatte versucht, von der österreichischen Regierung die Erlaubnis zu erhalten, seinen Sohn in der Familiengruft in Adro zu begraben, aber die Bedingungen waren zu erniedrigend für die Familie, so dass Enricos Leichnam zurückblieb in Vezia.
Hundertzwanzig Jahre später beantragten die Einwohner von Adro die Überführung der sterblichen Überreste von Enrico in die Familiengruft und erhielten sie auch. Die Überführung auf Kosten der Gemeinde Adro fand im September 1968 in einer feierlichen Zeremonie statt, die mit einer nationalen Versammlung des Bersaglieri zusammenfiel, das zu Ehren seines heldenhaften Kameraden nach Adro kam.
An ihn und an seinen in der Schlacht bei Villa Corsini verwundeten Bruder Emilio erinnert in Rom die Via Dandolo (von Via Emilio Morosini zum Viale Glorioso führend; rione XIII, Trastevere).